# Gianni e le donne
Gianni e le donne è un film italiano del 2011, diretto e interpretato da Gianni Di Gregorio, autore anche della sceneggiatura insieme a Valerio Attanasio.

## Trama
Roma. Gianni, pensionato che ha ormai superato i sessant'anni, sposato con una donna per la quale non sembra provare più niente e con una figlia a carico, si sente deluso dalla vita. La sua esistenza è ormai priva di stimoli, asfissiata da una madre molto assillante e con la sola prospettiva di meste passeggiate nel parco o periodici incontri con i coetanei nel bar sotto casa.
La ricerca di affetto si scontra con un mondo, quello moderno, nel quale si trova del tutto spaesato. Dopo aver riaccompagnato a casa Lilia, un'amica di sua madre, Gianni incontra dopo anni la di lei figlia Gabriella e riceve un invito a casa sua, ma quando, dopo aver dedicato ore alla piscina e alla ginnastica, giunge con un vestito nuovo e un mazzo di fiori, trova la donna impegnata a cantare accompagnata da un giovane pianista, mentre Gianni attende invano di essere preso in considerazione.
Non va meglio con il primo amore, Valeria, una bella donna che accetta il suo invito a cena ma, pur essendosi dimostrata affabile, cambia i piani della serata, costringendola entro le sue mura domestiche, sprovviste degli alimenti necessari per imbastire una cena decente, e si addormenta infine sul divano, provata dal suo lavoro stressante. L'amico Alfonso, allora, consiglia a Gianni una soluzione più veloce; gli offre una pastiglia di viagra e l'indirizzo di una casa d'appuntamenti, ma una serie di inconvenienti fanno saltare anche questo programma.
Gianni si sente sempre più emarginato e depresso. Una sera, la madre e alcune sue amiche arrivano a cena per festeggiare il compleanno dell'anziana signora. L'uomo esce a comprare le sigarette, ma passando dalla giovane e carina vicina (per la quale prova una segreta attrazione) a prendere il cane che è solito accompagnarlo nelle sue passeggiate, viene invitato a bere qualcosa mentre nella casa si sta svolgendo una festa, ed assume inconsapevolmente uno stupefacente. Vaga così tutta la notte in stato confusionale finché all'alba il fidanzato della figlia lo ritrova seduto a piazza Navona, dopo che la famiglia preoccupata ha mobilitato la polizia per la sua ricerca.

## Produzione
Il film è stato prodotto da Angelo Barbagallo ed è l'opera seconda, come autore, di Di Gregorio, autore nel 2008 del film Pranzo di ferragosto.
Nel film compare, in un cameo, Lilia Silvi, attrice del cinema dei telefoni bianchi. Questa partecipazione segna il suo ritorno sul set dopo quasi sessant'anni.

## Distribuzione
In Italia la pellicola è uscita l'11 febbraio. Sul mercato estero è stata distribuita con il titolo The Salt of Life, traduzione del titolo di lavorazione Il sale della vita. È stata presentata nella sezione Berlinale Special del Festival internazionale del cinema di Berlino 2011.

## Accoglienza
Il film è stato accolto in maniera molto positiva dalla critica. Il Mattino scrive: "Gianni Di Gregorio ha inventato uno stile e reinventato se stesso. Lo conferma, dopo l'exploit di Pranzo di ferragosto, il secondo capitolo del periplo intorno al proprio personaggio che s'intitola «Gianni e le donne» e compendia un bouquet di rovelli, rassegnazioni, stupori e impacci tanto rapsodici e divaganti da diventare, per pura virtù di poeta audiovisivo, squisiti e universali". Cinematografo così commenta il film: "se Pranzo di ferragosto era stata una piacevole sorpresa, Gianni e le donne è una gradita conferma. Così invece il Messaggero: "un film sul sesso senza sesso (..) privatissimo e crepuscolare diventa quasi suo malgrado il manifesto di uno sguardo sul mondo, le donne, il desiderio, che è l'opposto di quello propinatoci da vent'anni di cattivo cinema e di pessima vita pubblica. Senza moralismi o pulsioni penitenziali, al contrario. (...) Una figura che in qualsiasi altro film italiano sarebbe volgare e compiaciuta, mentre qui ha il divertimento, la malinconia, la blanda ma persistente mitomania che sono al cuore di un rapporto con l'eros molto italiano, da Brancati a Flaiano fino a Fellini e oltre; ripreso qui con un'eleganza e una gentilezza che lasciano sperare in una via alla commedia davvero diversa.

## Riconoscimenti
- 2011 - David di Donatello
  - Nomination Miglior produttore a Angelo Barbagallo
  - Nomination Migliore attrice non protagonista a Valeria De Franciscis
- 2011 - Nastro d'argento[5]
  - Nomination miglior commedia a Gianni Di Gregorio